# Bahrām Chobin
Bahram Chōbīn (tiếng Tân Ba Tư: بهرام چوبین; tiếng Trung Ba Tư: Wahrām Chōbēn), còn có biệt danh là Mehrbandak (tiếng Trung Ba Tư: Mihrewandak), là một spahbed nổi tiếng (tướng lĩnh quân đội cấp cao) vào cuối thế kỷ thứ 6 ở Ba Tư. Ông đã cướp ngôi vua Sassanid của Khosrau II, và sau đó cai trị một năm với tên hiệu Bahram VI (590-591) Tuy nhiên, ông sau đó bị đánh bại bởi Khosrau II và buộc phải bỏ chạy.

## Gia đình
Bahram Chobin là con trai của Bahram Gushnasp, thuộc gia tộc Mihran, một trong bảy gia tộc Parthia của đế quốc Sassanid. Bahram Chobin có ba người em ruột được đặt tên là: Gordiya, Gorduya và Mardansina.

## Sự thăng tiến
Bahram Chobin ban đầu đã khởi nghiệp với chức vụ là marzban của Ray, nhưng vào năm 572 ông đã chỉ huy một lực lượng kỵ binh mà đã đánh chiếm được một pháo đài Byzantine và sau đó ông được thăng lên làm spahbed của Atropatene và Media. Sau khi được thăng chức, ông đã chiến đấu trong một chiến dịch lâu dài chống lại người Byzantine ở miền bắc Lưỡng Hà nhưng không đi đến kết quả.
Vào cuối năm 588, một đội quân lớn của người Turk đã xâm chiếm các tỉnh phía đông của đế quốc Sassanid, họ đã tiến xa tới tận Badghis và Herat. Bahram Chobin được lựa chọn làm tổng trấn của Khorasan và tổng chỉ huy một đạo quân 12.000 người để chống lại người Turk. Sau khi đặt chân tới Trung Á, đạo quân của ông đã phục kích một đạo quân lớn của người Turk và chinh phục Balkh. Ông sau đó vượt sông Oxus, rồi dùng mưu kế để đánh bại người Turk gần Bukhara, trong trận này ông còn bắn chết vị khả hãn của người Đột Quyết Bagha /Yabghu Qaghan. Quân đội của người Turk được cho là đông gấp 5 lần quân của ông.
Sau chiến thắng tuyệt vời của mình chống lại người Turk, ông đã được phái đến Kavkaz để đẩy lùi một cuộc xâm lược của dân du mục, có thể là người Khazar. Bahram lại một lần nữa giành chiến thắng. Bahram Chobin sau đó đã được giao quyền chỉ huy quân Sassanid chống lại người Byzantine một lần nữa, và đánh bại một đạo quân Byzantine ở Gruzia. Tuy nhiên, sau đó ông đã phải nhận thất bại nhỏ trước một đội quân Byzantine trên bờ sông Araxes.
Sau thất bại này, Hormizd IV đã sỉ nhục ông, ông ta cách toàn bộ chức vị của Bahram Chobin và gửi cho ông một sợi dây xích và một con suốt để cho thấy rằng ông ta coi ông chỉ như một nô lệ thấp kém "và bạc bẽo như là một người phụ nữ". Do đó, ông đã cùng với đạo quân chủ lực của Ba Tư nổi dậy chống lại Shah và tiến quân về Ctesiphon.
Hormizd IV đã cố gắng để tổ chức một sự kháng cự hiệu quả nhằm chống lại Bahram Chobin. Tuy nhiên, tầng lớp quý tộc Sassanid lại không ủng hộ ông ta. Hormizd IV đã phản ứng bằng cách tống giam nhiều quý tộc Sassanid tuy vậy điều đó không làm cho tình hình tốt hơn, bởi vì tầng lớp quý tộc Sassanid đã nổi dậy chống lại ông ta và giải phóng các nhà quý tộc bị giam cầm. Hormizd IV sau đó đã bị đâm mù đôi mắt và Khosrau II đã trở thành vua, mặc dù vậy Bahram Chobin lại muốn đoạt lấy ngai vàng cho mình, ông đã đánh bại quân đội của Khosrau II ở gần dãy núi Zagros, và bắt sống được Vinduyih. Tuy nhiên, Khosrau II và người cậu của ông ta Vistahm đã chạy thoát được. Vinduyih sau đó cũng trốn thoát và chạy tới chỗ của Khosrau II.